# جان مک‌فارلین
جان مک‌فارلین (به انگلیسی: John McFarlane) (زاده ۱۴ ژوئن ۱۹۴۷) کارآفرین، بانکدار و مدیر ارشد اجرایی بریتانیایی است، که در حال حاضر به‌عنوان رییس هیئت مدیره شرکت آویوا فعالیت می‌کند.